# Madoka Kaname
Madoka Kaname (鹿目 まどか Kaname Madoka?) es el personaje principal de la serie de televisión japonesa de anime de 2011 Puella Magi Madoka Magica. Madoka es una chica amable y gentil de 14 años que inicialmente vive una vida normal y feliz, pero luego se enfrenta a la decisión de convertirse en una chica mágica. Ella aspira a convertirse en una chica mágica después de presenciar a su compañera de clase mayor Mami Tomoe luchando contra monstruos surrealistas conocidos como brujas para proteger a las personas. En Puella Magi Madoka Magica the Movie: Rebellion, Madoka aparece como una chica mágica y lucha con sus amigos contra nuevos monstruos conocidos como pesadillas. Aparece en la mayoría de los medios relacionados con Puella Magi Madoka Magica, incluyendo manga, novelas y videojuegos.
Al desarrollar el personaje, el escritor Gen Urobuchi imaginó a la protagonista de la serie como una chica con una personalidad "alegre e idealista", en contraste con su estilo de escritura habitual. Madoka fue diseñada por Ume Aoki, quien utilizó al personaje Yuno de su manga Hidamari Sketch como base inicial. Aunque su color temático estaba destinado a ser blanco, se cambió a rosa. Aoki también notó la dificultad de dibujar a Madoka debido a su cabello con doble cola de caballo. Madoka Kaname tiene la voz de Aoi Yūki en japonés, Christine Marie Cabanos en inglés y Carmen Ambrós Cerón en español.
Madoka ha obtenido una alta puntuación en varias encuestas, quedando segunda en la categoría de Mejor Mujer en los 1º Newtype Anime Awards en 2011, además de ocupar el séptimo lugar en una encuesta de las 10 mejores heroínas del anime realizada por NHK en 2013. Su personaje ha sido bien recibido por los fans y los críticos, y los críticos elogiaron su transformación de personaje y su resonancia con los otros personajes de la serie, particularmente su relación con Homura Akemi.

## Creación y desarrollo
En la reunión de planificación inicial de la franquicia Puella Magi Madoka Magica, que comenzó como una serie de televisión de anime en 2011, el escritor Gen Urobuchi imaginó que la heroína de la serie sería una chica con una personalidad "alegre e idealista". Madoka es un personaje inusual para el estilo de escritura de Urobuchi, y se ajusta más a la cosmovisión del diseñador de personajes Ume Aoki. Con el fin de incorporar un "personaje extranjero que no existía dentro de [él]", Urobuchi escribió el guion inicial como si Yuno, el personaje principal de la serie de manga de Aoki Hidamari Sketch, fuera el protagonista. Durante esta fase, Urobuchi incluso pretendía que Kana Asumi asumiera el papel de actriz de voz para Madoka. La personalidad de Madoka fue diseñada específicamente como un "personaje de Ume Aoki", mientras que otros personajes del elenco, como Homura Akemi y Sayaka Miki, son más típicos del estilo de Urobuchi. Urobuchi dijo que al principio, hubo una idea de escribir la historia como "Homura se esfuerza por salvar a Madoka", por lo tanto, creó las características de Madoka y Homura como un contraste entre sí. Se eligió el cumpleaños de Madoka, el 3 de octubre, porque era la fecha de creación del archivo de la propuesta del proyecto inicial de la serie.

### Diseño
Madoka fue diseñada por Ume Aoki, quien inicialmente utilizó a la protagonista de su manga Hidamari Sketch, Yuno, como prototipo para diseñar a Madoka; ella creó el diseño de Madoka después de exagerar parte de su imagen. Aunque inicialmente se pretendía que el color del tema de Madoka fuera blanco como lo sugirió Urobuchi en el borrador de la serie, Aoki olvidó esto al diseñar el personaje y cambió el color principal de Madoka a rosa. Aoki dijo que en términos de diseño de personajes, la dificultad de dibujar a Madoka fue más difícil que la de Sayaka Miki y Kyōko Sakura, particularmente debido al diseño de cola de caballo doble del cabello de Madoka, afirmando que una vez que el tamaño y la pintura de la cola de caballo son diferentes, "Parece un papel completamente diferente". Otra diferencia con otras chicas mágicas es que en la historia, cuando Madoka se transforma en su traje de chica mágica, es el resultado de la aparición de la chica mágica en su sueño. Por ello, al diseño del vestido se le sumaron especialmente volantes y varios elementos decorativos. En general, Aoki incorporó elementos de cuentos de hadas y diseñó un disfraz de niña mágica muy "lindo". Sin embargo, Aoki también declaró que el vestido de Madoka no es adecuado para pelear.
Después de ver el diseño de personajes, el presidente del estudio de animación de la serie SHAFT, Mitsutoshi Kubota, pensó que era bueno que el equipo de producción se pusiera en contacto con un nuevo estilo, pero también trajo desafíos a la producción de animación. Al recordar esto, Aoki no esperaba que su estilo se adaptara directamente, aunque podría traer la sensación del personaje de Madoka. Además, el equipo de producción de animación también trató de evitar algunas expresiones exageradas, como ropa rota, gotas de sudor enormes o emoticonos.
Su forma de diosa, Ultimate Madoka, también fue diseñada por Aoki. Aoki diseñó su disfraz basándose en el color blanco y las flores de cerezo, y diseñó su cabello para que fuera más largo y sus ojos cambiaran de rosa a dorado, sugiriendo la divinidad de Madoka. La forma de Ultimate Madoka ha sido descrita como "la forma definitiva que ha experimentado una súper evolución al luchar contra el espacio-tiempo infinito"; de acuerdo con la guía Puella Magi Madoka Magica The Beginning Story, el formulario originalmente se llamaba "Hyper Ultimate Madoka" en el borrador de la serie, pero luego se cambió a "Ultimate Madoka".

### Actriz de voz
Madoka es interpretada en japonés por Aoi Yūki. En una entrevista con Animate, Yūki recordó la producción inicial de la serie y cómo su objetivo era hacer lo mejor que podía al interpretar el papel. También sintió desde el principio que la serie sería una que disfrutaría mucha gente.
En el doblaje en inglés de Madoka Magica, es interpretada por Christine Marie Cabanos. Durante el proceso de grabación, Cabanos tuvo problemas para no pensar demasiado en su papel, pero aprendió a "dejarse llevar" a medida que avanzaba el proceso de doblaje.
En el doblaje español fue interpretada por Carmen Ambrós Cerón.[cita requerida]

## Apariciones

### EnPuella Magi Madoka Magica
Madoka es una chica amable y gentil de 14 años que proviene de una familia amorosa. En su segundo año en la escuela secundaria, su vida cambia cuando se encuentra con el mensajero de la magia, Kyubey, quien se ofrece a transformarla en una chica mágica. Se ve a sí misma como una persona sin cualidades o talentos especiales, y después de ver a su compañera de escuela Mami Tomoe luchando contra las brujas, aspira a convertirse en una chica mágica como ella. Con aversión a pelear, espera que las chicas mágicas se apoyen entre sí, a veces incluso poniendo en riesgo su propia vida para ayudarlas, y está angustiada por las luchas internas en las que a menudo se involucran. Después de presenciar la muerte de Mami, se vuelve insegura acerca de convertirse en una chica mágica, cada vez más indecisa a medida que se le revela el verdadero costo del papel. Kyubey afirma que Madoka tiene una cantidad increíblemente grande de potencial para la magia, llegando tan lejos como para afirmar que podría convertirse en el sabor de todas las chicas mágicas. La razón de esto no está clara, ya que su vida hasta ahora ha sido relativamente normal y libre de tragedias. Más tarde se revela que esto se debe a su desgracia acumulada, que fue causada como resultado de que su compañera de clase Homura Akemi reiniciara el tiempo repetidamente, y el destino de Madoka empeoraba con cada línea de tiempo, lo que hacía que su poder mágico creciera exponencialmente con cada reinicio.
En líneas de tiempo anteriores, Madoka se convirtió en una chica mágica con un vestido rosa empuñando un arco y una flecha de rama de rosa. En el CD dramático, "Memories of You", se revela que el deseo en la primera línea de tiempo era salvar a un gato llamado Amy de la muerte. Sin embargo, cada vez, ella era asesinada o transformada en una bruja llamada Kriemhild Gretchen, la Bruja de la Salvación, una que se volvía cada vez más poderosa con cada reinicio del tiempo, ya que el poder de Madoka también aumentaba y, si se creaba, al final de esa misma semana, consumiría toda la vida en la Tierra para crear un paraíso donde no haya libre albedrío ni individualidad para causar conflictos. En la primera línea de tiempo, ella todavía posee una gran cantidad de poder, pudiendo derrotar a Walpurgisnacht (ワルプルギスの夜 Warupurugisu no Yoru?), aunque muriendo en el proceso. Posteriormente, en la línea de tiempo actual, tiene el potencial de ser la chica mágica más poderosa hasta la fecha. Hacia el final, se entera de esto y de los esfuerzos de Homura por salvarla. Después de ver el sufrimiento de las chicas mágicas a lo largo de la historia, Madoka decide pedir su deseo: evitar que todas las chicas mágicas del pasado, presente, futuro y todas las demás líneas de tiempo se conviertan en brujas. Las leyes del universo se reescriben de tal manera que en el momento en que una gema del alma se vuelve negra por la angustia, Madoka aparece y la purifica antes de que la chica mágica muera. Como resultado de este deseo, se convierte en un ser omnipotente llamado Ultimate Madoka (アルティメット・まどか Arutimetto Madoka?), que existe para siempre, borrando su existencia previa a la ascensión del mundo; dejando solo a Homura, y hasta cierto punto a su hermano pequeño, con el recuerdo de ella. Madoka se convierte solo en un concepto en el nuevo mundo, uno llamado la Ley del Circulo (円環の理 Enkan no Kotowari?). Las chicas mágicas absorbidas por la Ley del Círculo recuperan el conocimiento de sus vidas en líneas de tiempo anteriores.
Al final de Rebelión, Homura usurpó a Ultimate Madoka y sus seres humanos se dividieron, y su papel como mártir se vio obligado a pasar a las Incubadoras. Homura coloca a la humana Madoka en un nuevo universo donde ella y sus amigos pueden vivir vidas normales sin saber de su pasado, aunque Madoka casi recupera sus recuerdos en el último segundo y su conversación final con Homura implica que es solo cuestión de tiempo antes de que Madoka se fusione con su yo una vez más y deba enfrentar a su amiga en la batalla.
Madoka regresará en Puella Magi Madoka Magica The Movie - Walpurgisnacht: Rising.

### Apariciones en otros medios
Un CD dramático escrito por Gen Urobuchi que explora otros aspectos de la vida de Madoka fue lanzado junto con el disco Blu-ray de la serie de anime.
Como protagonista de la franquicia, Madoka ha aparecido en casi todos los mangas relacionados con Puella Magi Madoka Magica. Es un personaje secundario en el manga spin-off Puella Magi Madoka Magica: The Different Story, y su papel es muy similar al de la serie de anime. Madoka también aparece brevemente en Puella Magi Oriko Magica, en la que es asesinada por el personaje principal del manga Oriko Mikune. Madoka también aparece en un manga spin-off Puella Magi Madoka Magica: Homura's Revenge, que tiene lugar en una historia de un universo alternativo donde Madoka se unió a Homura en su viaje en el tiempo, y en otro manga, Puella Magi Madoka Magica: Wraith Arc, que tiene lugar entre la segunda película Eterno y la tercera película Rebelión. Además, Madoka aparece en una adaptación en novela de la serie original escrita por Hajime Ninomae, ilustrada por Yūpon y publicada por Nitroplus, además de aparecer en una adaptación manga de la serie de anime, escrita e ilustrada por Honakogae, y publicada por Houbunsha.
Madoka es un personaje jugable en la mayoría de los videojuegos de Puella Magi Madoka Magica, como el videojuego de acción para PlayStation Portable desarrollado por Namco Bandai Games, Puella Magi Madoka Magica Portable (2012), y el PlayStation Vita titulado Puella Magi Madoka Magica: The Battle Pentagram (2013). También aparece en varios juegos de pachinko relacionados con la serie, incluidos Slot Puella Magi Madoka Magica (2013), Slot Puella Magi Madoka Magica 2 (2016), CR Pachinko Puella Magi Madoka Magica (2017), SLOT Puella Magi Madoka Magica A (2017), y Slot Puella Magi Madoka Magica the Movie: Rebellion de 2019.
Madoka también se ha creado como un luchador jugable descargable en el juego de lucha M.U.G.E.N, se han creado diferentes versiones del personaje.